# Frederik Tiffels
Frederik „Freddie“ Tiffels (* 20. Mai 1995 in Köln) ist ein deutscher Eishockeyspieler, der seit Juni 2023 bei den Eisbären Berlin aus der Deutschen Eishockey Liga (DEL) unter Vertrag steht und dort auf der Position des linken Flügelstürmers spielt. Zuvor war Tiffels bereits für die Kölner Haie und den EHC Red Bull München in der DEL aktiv. Zwischen 2023 und 2025 gewann er sowohl mit München als auch Berlin dreimal in Folge die deutsche Meisterschaft. Sein älterer Bruder Dominik Tiffels ist ebenfalls professioneller Eishockeyspieler.

## Karriere

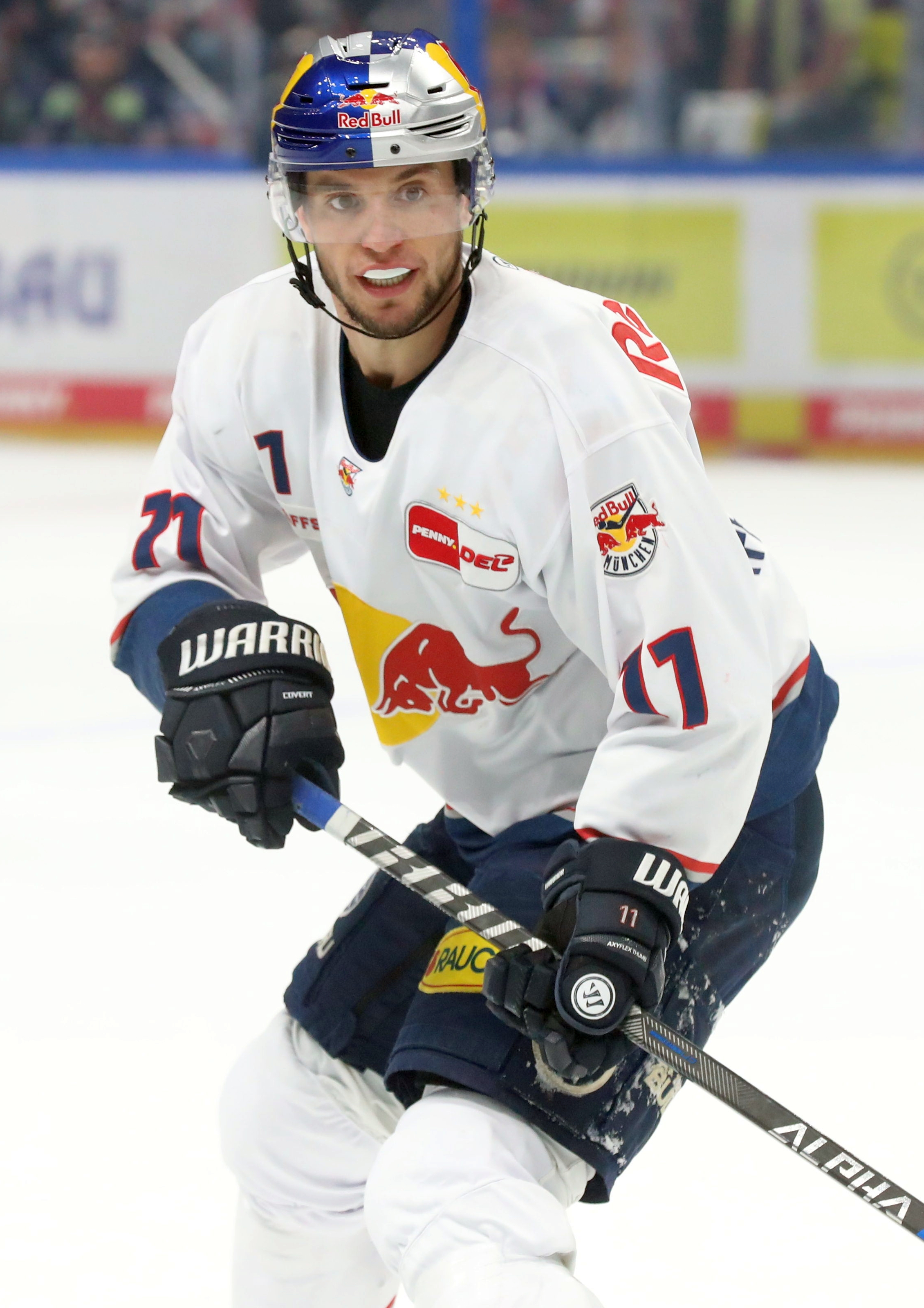
Tiffels im Trikot des EHC Red Bull München (2022)

Tiffels Stationen im Nachwuchsbereich waren zunächst Krefeld und Köln, ehe er zu den Jungadlern Mannheim wechselte und mit den Kurpfälzern 2012 den Meistertitel in der Deutschen Nachwuchsliga gewann. Er setzte anschließend seine Entwicklung in Nordamerika fort. Zwischen 2012 und 2014 kam er für insgesamt drei Mannschaften in der United States Hockey League (USHL) zu Einsätzen. Zudem besuchte er die Mona Shores High School. Zu Beginn des Schuljahres 2014/15 nahm der gebürtige Kölner ein Wirtschaftsstudium an der Western Michigan University auf und wurde Mitglied der Eishockey-Mannschaft der Hochschule in Kalamazoo.
Beim NHL Entry Draft 2015 wurde Tiffels in der sechsten Runde an insgesamt 167. Position von den Pittsburgh Penguins aus der National Hockey League (NHL) ausgewählt. Zwei Jahre später erhielt der Stürmer vom amtierenden Stanley-Cup-Sieger einen NHL-Einstiegsvertrag mit einer Laufzeit von zwei Jahren. Ende September 2017 wurde Tiffels aus Pittsburghs Kader gestrichen und an das Farmteam des NHL-Klubs, die Wilkes-Barre/Scranton Penguins, in die American Hockey League (AHL) weitergereicht. Im Spieljahr 2017/18 stand Tiffels in zwölf AHL-Partien sowie in 44 Spielen der ECHL für die Wheeling Nailers auf dem Eis. Für Wheeling kam der Stürmer auf 16 Tore und 16 Vorlagen. Zu einem Einsatz in der NHL kam er nicht.
Im September 2018 unterschrieb Tiffels einen bis 2021 geltenden Vertrag bei den Kölner Haien aus der Deutschen Eishockey Liga (DEL). Mit zwölf Treffern sowie 23 Torvorlagen war er in der Saison 2020/21 bester deutscher Angreifer der Kölner. Ende April 2021 wurde sein Wechsel zum EHC Red Bull München vermeldet. Mit den Münchnern erreichte er das Halbfinale der Champions Hockey League, konnte im Halbfinale jedoch nicht mehr mitwirken, da er aufgrund der Olympia-Vorbereitungen mit der Nationalmannschaft nicht zur Verfügung stand. Dennoch wurde er zum wertvollsten Spieler der Champions-Hockey-League-Saison 2021/22 gewählt und war mit acht erzielten Toren auch bester Torschütze des Wettbewerbs. Im Jahr darauf gewann er mit dem Klub erstmals die Deutsche Meisterschaft und verließ den Klub infolge des Titelgewinns. Im Mai 2023 gaben die Eisbären Berlin die Verpflichtung des Stürmers bekannt, mit denen er erneut die Meisterschaft gewann und den Titel damit verteidigte. Selbiges gelang ihm am Ende der Spielzeit 2024/25.

### International
Nach Einsätzen für Deutschland im Juniorenbereich gab Tiffels im Mai 2017 im Duell mit Norwegen seinen Einstand in der deutschen A-Nationalmannschaft. Im Weltmeisterschaftsspiel gegen Russland am 8. Mai 2017 erzielte er mit dem 3:6-Endstand sein erstes Tor bei einer Weltmeisterschaft. Des Weiteren lief er bei den Weltmeisterschaften der Jahre 2018, 2019, 2021, 2023, 2024 und 2025 auf, wobei er 2023 mit der Mannschaft die Silbermedaille gewann. Ebenso gehörte der Stürmer zum Aufgebot bei den Olympischen Winterspielen 2022 in Peking.

## Erfolge und Auszeichnungen
| - 2011 Meister der Schüler-Bundesliga mit dem Mannheimer ERC - 2012 DNL-Meister mit den Jungadlern Mannheim - 2022 Wertvollster Spieler der Champions Hockey League - 2022 Bester Torschütze der Champions Hockey League - 2022 Deutscher Vizemeister mit dem EHC Red Bull München | - 2023 Deutscher Meister mit dem EHC Red Bull München - 2024 Deutscher Meister mit den Eisbären Berlin - 2025 Deutscher Meister mit den Eisbären Berlin - 2025 Bester Vorlagengeber der DEL-Playoffs |

### International
- 2023 Silbermedaille bei der Weltmeisterschaft

## Karrierestatistik
Stand: Ende der Saison 2024/25

### International
Vertrat Deutschland bei:

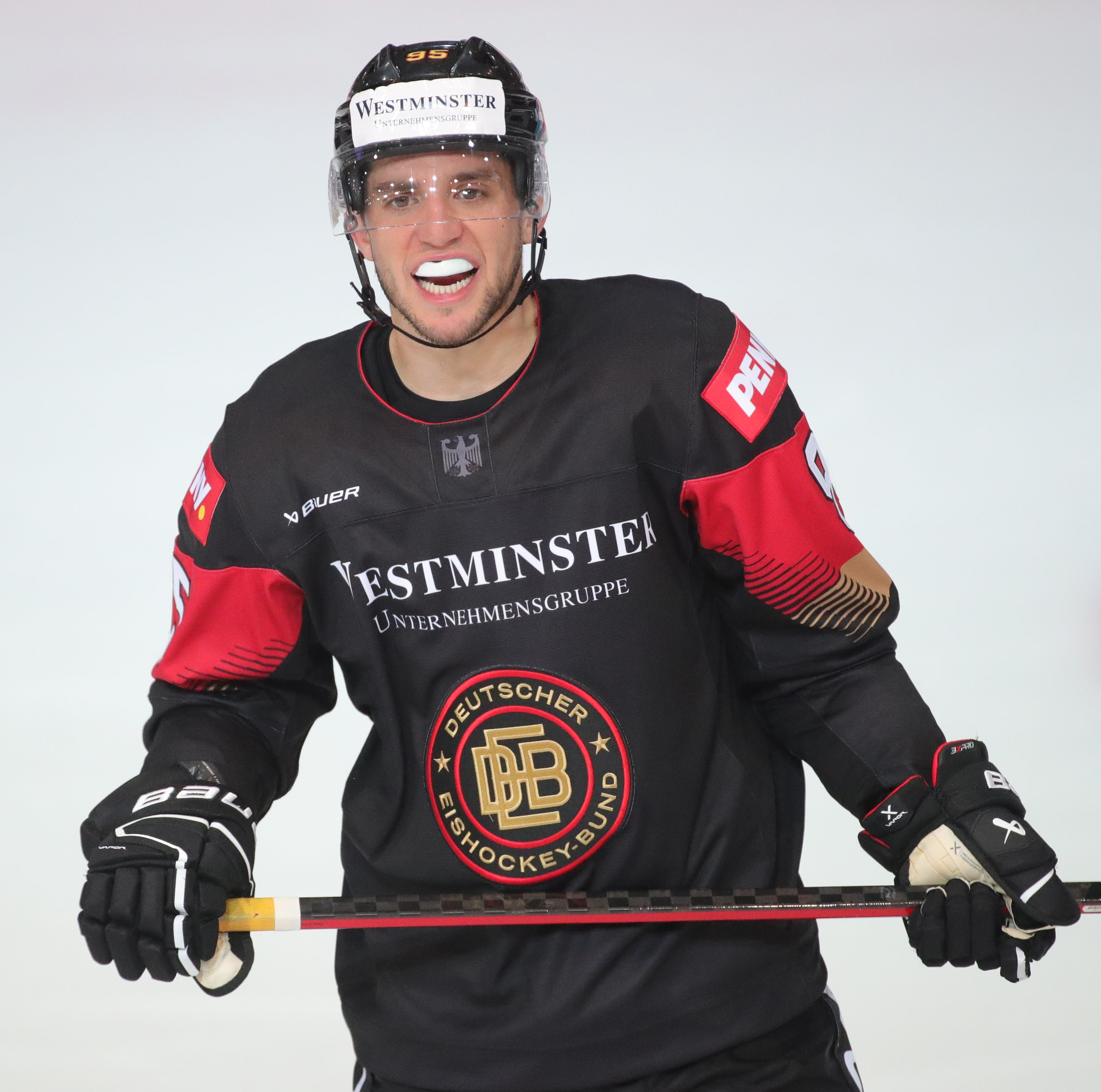
Tiffels als Spieler der deutschen Nationalmannschaft (2023)

| - World U-17 Hockey Challenge 2011 - U18-Junioren-Weltmeisterschaft 2011 - World U-17 Hockey Challenge 2012 - U18-Junioren-Weltmeisterschaft 2012 - U20-Junioren-Weltmeisterschaft 2013 - U20-Junioren-Weltmeisterschaft 2014 - U20-Junioren-Weltmeisterschaft 2015 - Weltmeisterschaft 2017 | - Weltmeisterschaft 2018 - Weltmeisterschaft 2019 - Weltmeisterschaft 2021 - Olympischen Winterspielen 2022 - Weltmeisterschaft 2023 - Weltmeisterschaft 2024 - Weltmeisterschaft 2025 |

(Legende zur Spielerstatistik: Sp oder GP = absolvierte Spiele; T oder G = erzielte Tore; V oder A = erzielte Assists; Pkt oder Pts = erzielte Scorerpunkte; SM oder PIM = erhaltene Strafminuten; +/− = Plus/Minus-Bilanz; PP = erzielte Überzahltore; SH = erzielte Unterzahltore; GW = erzielte Siegtore; 1 Play-downs/Relegation; Kursiv: Statistik nicht vollständig)